# Kimmel Kabins
Pour les articles homonymes, voir Kimmel (homonymie).
 (janvier 2021).
Les Kimmel Kabins sont des cabanes qui constituaient autrefois un hôtel dans le comté de Teton, dans le Wyoming, aux États-Unis. Situées au sein du parc national de Grand Teton, elles ont été construites dans le style rustique du National Park Service en 1937. Le district historique qu'elles forment est inscrit au Registre national des lieux historiques depuis le 23 avril 1990.